# Портрети невідомих (Шевченко)
Портрети невідомих — рисунок роботи Тараса Шевченка. Папір, олівець. Розмір 27,8×37,7. На звороті вгорі — карикатурний профіль Т. Г. Шевченка роботи художника М. О. Степанова.
Дата визначається часом спільного навчання Степанова і Шевченка в Академії мистецтв в 1840—1843 роках, до першої поїздки Шевченка на Україну.
Вперше опублікований як рисунок Шевченка в журналі «Україна» (Київ, 1951, № 8, стор. 30).
Зберігається в «Пушкінському домі» в Санкт-Петербурзі. Попереднє місце збереження: власність О. П. Лаврова.